# Contradicción
En lógica, una contradicción es una incompatibilidad entre dos o más proposiciones. Por ejemplo, las oraciones «llueve y no llueve» y «ni llueve ni truena, pero llueve y truena» expresan contradicciones lógicas.

## Tabla de verdad
En lógica proposicional, una contradicción se define como una fórmula que resulta falsa para cualquier interpretación, es decir, para cualquier asignación de valores de verdad que se haga a sus fórmulas atómicas. Por ejemplo: 
Una función de una variable:
{\displaystyle {\begin{array}{|c|}\hline p\\\hline V\\F\\\hline \end{array}}}
y una función de esa variable:
{\displaystyle {\begin{array}{|c|c|c|}\hline p&\thicksim p&p\land \thicksim p\\\hline V&F&F\\F&V&F\\\hline \end{array}}}
Lo que da falso para todos los valores de {\displaystyle p}.
Una función de dos variables:
{\displaystyle {\begin{array}{|c|c|}\hline p&q\\\hline V&V\\V&F\\F&V\\F&F\\\hline \end{array}}}
La siguiente tabla muestra una contradicción:
{\displaystyle {\begin{array}{|c|c|c|c|c|}\hline p&q&(p\lor q)&\thicksim (p\lor q)&(p\lor q)\Leftrightarrow \thicksim (p\lor q)\\\hline V&V&V&F&F\\V&F&V&F&F\\F&V&V&F&F\\F&F&F&V&F\\\hline \end{array}}}
Dada esta definición, toda contradicción es la negación de una tautología, y toda tautología es la negación de una contradicción. Siguiendo el ejemplo anterior, al negar la contradicción obtenemos una tautología:
{\displaystyle {\begin{array}{|c|c|c|c|c|c|}\hline p&q&(p\lor q)&\thicksim (p\lor q)&(p\lor q)\Leftrightarrow \thicksim (p\lor q)&\thicksim ((p\lor q)\Leftrightarrow \thicksim (p\lor q))\\\hline V&V&V&F&F&V\\V&F&V&F&F&V\\F&V&V&F&F&V\\F&F&F&V&F&V\\\hline \end{array}}}

## Lógica de proposiciones
Siendo {\displaystyle {\mathcal {P}}} el conjunto de proposiciones, y {\displaystyle a,b,c,d\dots } proposiciones de {\displaystyle {\mathcal {P}}}, se puede definir la operación nularia: contradicción, por la que sin argumentos o independientemente de los argumentos, a una variable {\displaystyle a\,} de {\displaystyle {\mathcal {P}}} se le asigna el valor falso.
{\displaystyle {\begin{array}{rrcl}\bot :&\varnothing &\longrightarrow &{\mathcal {P}}\\&()&\mapsto &a=\bot ()=F\end{array}}}
En los diagramas de Venn de la derecha, se pueden ver para: ninguna, una y dos variables el resultado falso. Una contradicción es toda expresión lógica o booleana equivalente al resultado falso, para todos los valores de sus variables, independientemente del número de variables que tenga dicha expresión o función.